# Pauli Jørgensen
Pour les articles homonymes, voir Jørgensen.
Etvin Pauli Carl Jørgensen dit Pauli Jørgensen (né le 4 décembre 1905 à Frederiksberg et mort le 30 octobre 1993  dans la même ville) était un footballeur danois, qui évoluait au poste d'avant-centre.

## Biographie

### Carrière en club
Pauli Jørgensen jouait au poste d'attaquant au BK Frem Copenhague entre 1924 et 1942, remportant 4 titres de champion du Danemark (1931, 1933, 1936 et 1941).

### Carrière en sélection
Pauli Jørgensen a marqué 44 buts en 47 sélections en équipe du Danemark entre 1925 et 1939, ce qui en fait le troisième meilleur buteur de l'histoire de la sélection danoise, derrière Poul « Tist » Nielsen et Jon Dahl Tomasson.

### Carrière d'entraîneur
Pauli Jørgensen est ensuite devenu entraîneur du BK Frem et a remporté le championnat du Danemark en 1944.

## Palmarès
Club
- Championnat du Danemark : 1930-31, 1932–33, 1935–36 et 1940-41
- Coupe du Danemark : 1927, 1938 et 1940

Entraîneur
- Championnat du Danemark : 1943-44

Individuel
- Meilleur Avant-centre nordique : 1930
- Meilleur buteur du championnat du Danemark : 1926-27
- Meilleur joueur des 50 premières années de la Fédération danoise : 1971